# 松本寛
松本 寛（まつもと ゆたか、1938年（昭和13年） - 2007年（平成19年）5月28日）は、日本の実業家。テレビ新広島代表取締役社長を務めた。東京都出身。

## 人物・経歴
上智大学文学部卒業後、1960年に共同テレビに入社。
1967年、フジテレビに移籍。1978年10月、『FNNニュースレポート6:00』編集長に就任。
1987年、テレビ新広島取締役放送本部長に就任。その後、専務、副社長を経て、2004年6月に代表取締役社長に就任し、2006年12月まで務めた。この間、2005年から07年にかけ、広島日豪協会会長を務めた。
2007年5月28日、肺がんのため死去、享年69。